# Arcola (Mississippi)
Pour les articles homonymes, voir Arcola.
La ville américaine d’Arcola est située dans le comté de Washington, dans l’État du Mississippi. Lors du recensement de 2000, sa population s’élevait à 563 habitants.

## Source
- (en) Cet article est partiellement ou en totalité issu de l’article de Wikipédia en anglais intitulé « Arcola, Mississippi » (voir la liste des auteurs).